# دوترن
دوترن (به هلندی: Deuteren) یک منطقهٔ مسکونی در هلند است که در هرنبوخ واقع شده‌است. دوترن ۰٫۲۸ کیلومتر مربع مساحت و ۱٬۶۰۰ نفر جمعیت دارد.